# Клинаев, Егор Дмитриевич
Его́р Дми́триевич Клина́ев (10 апреля 1999, Москва — 27 сентября 2017, Москва) — российский актёр кино и телевидения, певец, телеведущий.

## Биография

### Ранние годы
Родился 10 апреля 1999 года в Москве в семье музыкантов Дмитрия и Натальи Клинаевых. Отец — участник музыкальной группы «Москва-сити» с 2003 года.
В раннем возрасте выступал в вокальном ансамбле «Непоседы». Учился в музыкальной школе по классу флейты, играл на барабанах и бас-гитаре.

### Карьера
С 2010 по 2014 год был ведущим программы «Пора в космос!» на телеканале для детей и юношества «Карусель» (в 2010 году — «Теленяня»).
В апреле 2011 года Егор принял участие в качестве капитана команды в специальном выпуске детской телевикторины «Вопрос на засыпку», посвящённом Дню космонавтики.
Участвовал в детском международном движении «Республика Kids» Евгения Орлова, был резидентом авторского джазового проекта Анжелики Алфёровой-Арутюнян «Jazz Parking». Был гостевым артистом четвёртого студийного альбома «13» (трек 15) российского хип-хоп-исполнителя Тимати, выпущенного 28 октября 2013 года.
В 2012 году стал победителем реалити-шоу «Школа музыки». Дебютировал в 2012 году в картине режиссёра Александры Ерофеевой «Тайна Егора», сыграл главную роль — Тёмы Круглова. Снялся в девятнадцати российских фильмах и сериалах.
В мае 2014 года принял участие в музыкальной телепрограмме «Один в один!» на телеканале Россия-1 в номере с Иракли в образе Джастина Тимберлейка, в июне того же года был членом жюри финала второго сезона этой передачи.
Участвовал в кастинге детского вокального шоу «Голос. Дети», но не прошёл его.
В 2015 году поступил на первый курс Государственного музыкального училища эстрадно-джазового искусства (ГМУЭДИ) по классу эстрадного пения.

### Личная жизнь
В 2017 году состоял в отношениях с коллегой по сериалу «Улица» Ольгой Барановой.

### Смерть и похороны
Погиб на 19-м году жизни ночью 27 сентября 2017 года в Москве, когда во время попытки оказания помощи пострадавшим в дорожно-транспортном происшествии на МКАД его сбила проезжавшая мимо машина.
Отпевание прошло 29 сентября 2017 года в храме святого благоверного великого князя Димитрия Донского в Северном Бутово Москвы. Похоронен на Бутовском кладбище (уч. 11Б).

## Фильмография
| Год       | Название                              | Роль                           |
| --------- | ------------------------------------- | ------------------------------ |
| 2012      | Тайна Егора                           | Тёма Круглов (главная роль)    |
| 2012—2015 | Дельта                                | Лёшка Лобанов                  |
| 2013      | Частное пионерское                    | Дима Терентьев (главная роль)  |
| 2013      | Операция «Кукловод»                   | Никита                         |
| 2013      | Торговый центр                        | Паша                           |
| 2014      | Второй шанс                           | Витёк                          |
| 2014      | Чемпионы                              | эпизод                         |
| 2015      | Гражданка Катерина                    | Никита Платонов                |
| 2015      | Ищу мужчину                           | Шурик                          |
| 2015      | Частное пионерское 2                  | Дима Терентьев (главная роль)  |
| 2016      | Мачеха                                | Юра Кораблёв                   |
| 2016      | Физрук (3 сезон)                      | Никита Серебрянский            |
| 2017      | Власик. Тень Сталина                  | Василий Сталин в детстве       |
| 2017      | Частное пионерское 3                  | Дима Терентьев (главная роль)  |
| 2017      | Полицейский с Рублёвки в Бескудниково | Саша                           |
| 2017      | Территория                            | «Винт»                         |
| 2017      | Улица                                 | Лёша Никольский (главная роль) |
| 2018      | Взрыв                                 | Игорь («Гарик») Наумов         |
| 2018      | Домашний арест                        | Славик Самсонов                |

## Награды и призы
- Приз за лучшую детскую роль в фильме «Тайна Егора, или Необыкновенные приключения обыкновенным летом» на VIII Международном фестивале театра и кино «В кругу семьи», который проходил в декабре 2013 года в Екатеринбурге[12].
- Диплом за лучший актёрский дуэт (Егор Клинаев и Семён Трескунов) в фильме «Частное пионерское» на XVII Фестивале визуальных искусств в ВДЦ «Орлёнок» (2013 г.).
- Диплом XXI Фестиваля визуальных искусств в ВДЦ «Орлёнок» (июль 2017 года) за лучшую мужскую роль второго плана в фильме «Частное пионерское — 3»[13].